# Побратимство

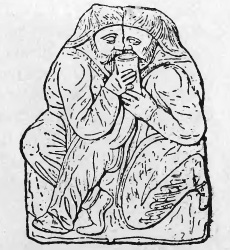
Звичай побратимства у скитів відображено на золотій бляшці з Кульобської могили.

Побрати́мство (посестри́нство) — звичай духовного споріднення (поряд з кумівством, молочною спорідненістю, хрестильною спорідненістю та ін, див. спорідненість), індивідуальної взаємопідтримки, які сягають часів Скитії. В Україні обряд братання відбувався в хатах майбутніх побратимів у присутності сусідів та друзів. Супроводжувався символічними примовляннями, цілуванням ікони, молитвою, перев'язуванням рушниками. Відносини побратимства встановлювалися на все життя — вони були такими ж обов'язковими і священними, як і родинні зв'язки.
Побратимство — старий загальноіндоєвропейський звичай, який у повній силі утримувався в слов'ян за умов їх національно-політичного життя, особливо у гайдуцтві (в Україні гайдамаки). У слов'ян побратимство встановлювалось між особами, які ставали «братами (сестрами) за Богом», на відміну спорідненості «по крові».
У наш час це зазвичай робиться під час церемонії, відомої як клятва на крові, коли кожна особа робить невеликий поріз, як правило, на пальці, руці або передпліччі, а потім два порізи стискаються разом і зв’язуються, ідея полягає в тому, що кров кожної людини тепер тече в жилах іншого учасника. Вчинок несе ризик через захворювання, що передаються через кров. Процес демонструє учасника підвищеним символічним почуттям прихильності до іншого учасника.

## Культури

### Скандинавія і германська Європа

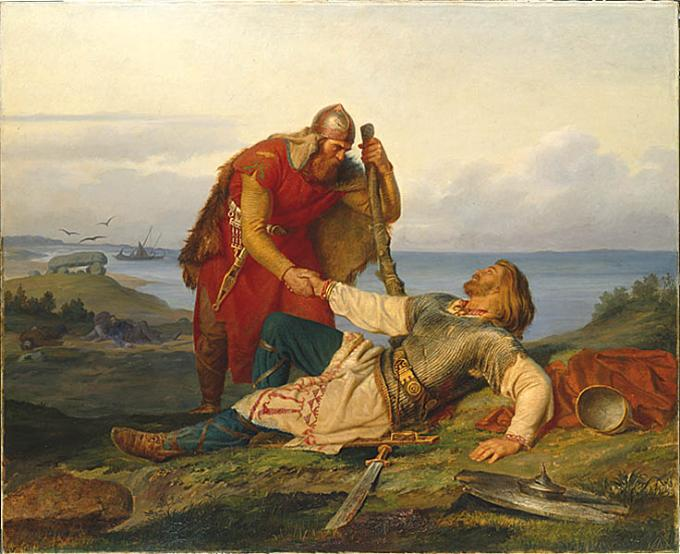
Норвезький воїн Орвар-Одр прощається зі своїм кровним братом, шведським воїном Яльмаром, Мортен Ескіль Вінґе (1866).

Скандинавці, які укладали угоду про братство (ісл. Fóstbræðralag), передбачали обряд, під час якого вони пропускали кров, пірнаючи під арку, утворену смугою дерну, підпертою списом або списами. Приклад описано в сазі про Ґісла. У сазі про побратимів зв’язок Торґейра Гаварссона і Тормода Берсасонатакож скріплюється таким ритуалом, який називається лейкром.
У сазі Орвара-Оддра міститься ще одна помітна розповідь про побратимство. Орвар-Оддр, після бою з відомим шведським воїном Яльмаром до нічиєї, взяв побратствл з ним за допомогою ритуалу підняття дерну. Після цього пасмо дерну повертали назад під час клятв і заклинань.[джерело?]
У мітології Північної Європи Ґюнтер і Гоґні стали кровними братами Сіґурда, коли він одружився з їхньою сестрою Ґудрун. В опері Ваґнера Загибель богів, завершальній частині його Кільцевого циклу, те саме відбувається між Ґюнтером і версією Ваґнера «Сігурд, Зігфрід», яка позначена «Лейтмотивом кровного братства». Крім того, в Локасенні коротко сказано, що Одін і Локі є кровними братами.

### Скитія
У скитів учасники дозволяли своїй крові капати у чашу; згодом кров була змішана з вином та випита обома учасниками. Кожна людина могла мати лише три кровних побратима, щоб її відданість не викликала недовіри. Як наслідок, кровне братство мало великий попит, і йому часто передував тривалий період приналежності та дружби (Лукіан, Токсаріс). Зображення двох скитських воїнів, що п'ють з одного рогу (особливо в золотій аплікації з Куль-Оби) у IV столітті до нашої ери, були пов'язані зі скитською клятвою кровного братства.
Подібний обряд був і в угорських гайдуків, але часто вино замінювали молоком, щоб було краще видно кров.[джерело?]

### Східна Азія
В азійських культурах акт і церемонія побратимства зазвичай розглядаються як племінні стосунки для створення союзу між племенами. З цієї причини його практикували особливо монголи, тюрки та ранні китайці.
У «Трицарстві», китайській класичній літературі, три головні герої склали клятву рідних братів, клятву персикового саду, приносячи в жертву чорного вола та білого коня та присягаючись на віру. Інші кровні клятви, що передбачали жертвоприношення тварин, були характерними для повстанських груп, таких як повстання під проводом Ден Маоці в 1440-х роках, злочинних організацій, таких як тріади або пірати Лінь Даоцяня, а також неханьських етнічних меншин, таких як монголи та маньчжури. У Чингісхана був анда на ім'я Джамуха. Термін також існує в давньотюркській мові: ant ičmek («дати клятву»), що походить від «давнього випробування отрутою». Тюркський термін, якщо він не запозичений у середньомонгольській мові, пов’язаний із монгольським anda.

### Філіппіни

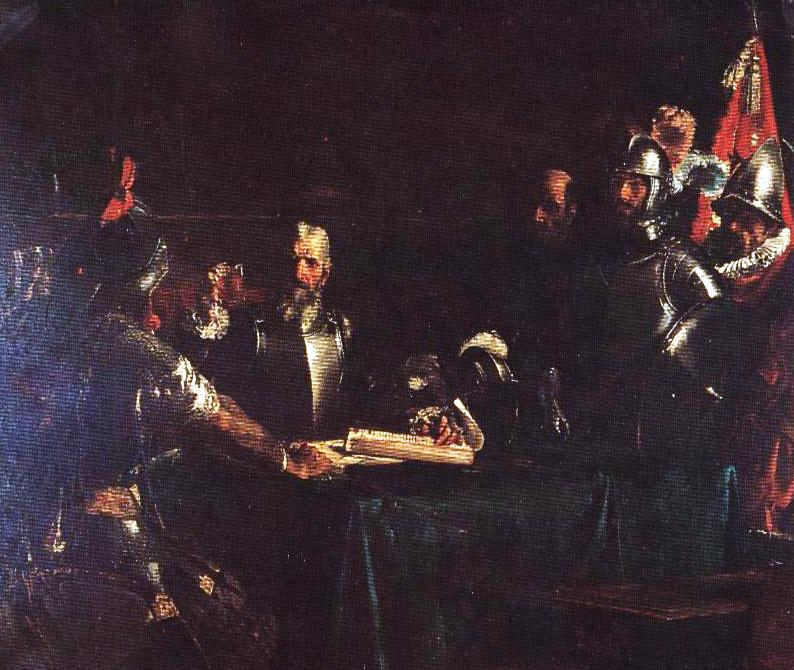
«Кровна угода» — романтизована картина із зображенням ритуалу кровної угоди Сандуґо між іспанським дослідником Міґелем Лопесом де Леґаспі та Дату Сікатуною з Бохолю, Філіппіни; Джон Мун (1886)

На Філіппінах кровні договори (sandugo або sanduguan, буквально «одна кров») були стародавніми ритуалами, які мали на меті скріпити дружбу чи договір або підтвердити угоду. Вони були описані в записах перших іспанських і португальських дослідників островів. Найвідоміша версія ритуалу від народу Visayan передбачає змішування краплі крові обох сторін в одній чаші вина, яке потім випивається. Існують також інші версії, як-от у Палавані, де описується ритуал, у якому робиться надріз на грудях, а потім змащується кров’ю язик і чоло.

### Африка
Клятва на крові використовувалася приблизно так само, як уже описано в більшості країн Субсахарської Африки. Британський колоніальний адміністратор лорд Лугард відомий тим, що став кровним братом з багатьма африканськими вождями в рамках своєї політичної політики в Африці. Могутнім кровним братом був вождь кікуйю Вайякі Ва Хінга. Девід Лівінгстон писав про подібну практику під назвою «Касенді».

### Південно-Східна Європа
Побратимство між більшими групами були звичайним явищем у стародавній Південно-Східній Європі, де, наприклад, цілі роти солдатів ставали однією сім’єю завдяки обряду. Мабуть, найбільше воно було поширене на Балканах за часів Османської імперії, оскільки допомагало пригнобленому народу ефективніше боротися з ворогом. Побратимство було поширене на території сучасної Албанії, Боснії та Герцеговини, Болгарії, Хорватії, Греції, Чорногорії, Сербії та Північної Македонії. Християнство також визнавало побратимство за присягою в релігійному обряді, який відомий як адельфопоез (давньорус. pobratimstvo) в східних православних церквах і як лат. ordo ad fratres faciendum в Католицькій церкві. Вважається, що традиція переплітання зброї та пиття вина також символізує кровне братство.

## Види

### Церковне навмисне
- освячуване (адельфопоез);
- за молитвою (грец. μετ᾽ εὐχῶν);
- за Євангелієм;
- за клятвою.

### Церковне випадкове
- по хрещенню в одній воді;
- внаслідок спільного купання взимку в Йордані;
- внаслідок спільного ходіння на поклоніння до святих місць;
- поєднане з питанням милості Божої.

### Народне навмисне
- хрестова спорідненість — обмін натільними хрестами;
- по крові;
- укладене над домашнім вогнищем;
- з нагоди спільного ходіння для шукання «росіни» (русальної цілющої трави);
- у вигляді поцілунку (лат. per osculum);
- за обітницею;
- між чоловіком та жінкою для уникнення небажаного шлюбу; так, у південнослов'янському фольклорі зустрічаються мотиви, у яких повінчані проти свого бажання хлопець і дівчина у шлюбну ніч здійснюють обряд побратимства, тим самим уникаючи подружніх стосунків.

### Народне випадкове
- одномісячних дітей чи близнюків — зазвичай, побратимство використовувалося порятунку близнюків у разі, коли життю одного з них загрожує смерть іншого. Вважалося, що побратимство близнюка, що рятується, з іншою людиною усувало небезпеку загибелі;
- по молоку (грудях);
- за деверством.